# 费若望
圣费若望（Juan Alcober Figuera, OP，1694年12月31日—1748年10月28日）西班牙道明会传教士，中华殉道圣人。
1694年12月31日，费若望出生于西班牙格拉纳达，父母是弗朗西斯科·阿尔科伯和文森塔·菲格拉斯。1708年14岁在巴伦西亚加入道明会，1725年7月15日离开西班牙前往菲律宾传教，转入玫瑰会省。他在马尼拉学习汉语，准备前往中国。1728年他与德方济一同前往中国传教。1741年被任命为福建区会长。由于迫害，传教士的处境恶化，他躲在基督徒的家中。1746年6月26日，他在福州被发现、逮捕并监禁。1747年5月26日，脸上被烙印“囚犯”两字。1748年10月28日在中国福州狱中，被用藤条与麻索绞死，年54岁。
1893年5月14日，教宗良十三世将其列为真福。2000年10月1日，教宗若望保禄二世将其列为中华殉道圣人。